# Xã Deering, Quận McHenry, Bắc Dakota
Xã Deering (tiếng Anh: Deering Township) là một xã thuộc quận McHenry, tiểu bang Bắc Dakota, Hoa Kỳ. Năm 2010, dân số của xã này là 107 người.